# Guerchais Roche T.70
Dimensions
Le Guerchais Roche T70 (ou GR-70 selon les sources) est un planeur monoplace de performance et de voltige conçu par l'ingénieur Guerchais et construit par les établissements Roche aviation à Riom. Basé sur un premier projet datant de 1938 il fait son premier vol en 1942.

## Histoire
Louis Guerchais qui n'a plus construit de planeur depuis le congrès de Combegrasse en 1922 présente en 1942 au casino de Riom ce monoplace inspiré des Spalinger et Minimoa allemands. D'une envergure de 17 mètres et d'une finesse approchant les 30 il posséde des ailes en mouette et un fuselage avec une verrière intégrée au profil mais constituée de plusieurs panneaux séparés par des montants.
Il en est construit deux prototypes. Le 01 saisi le 25 novembre 1943 par les occupants disparait en Allemagne. Le 02, appartenant au Service des sports aériens survit à la guerre. Après la libération il est exposé dans un magasin de Clermont-Ferrand avant que l'évaluation ne soit reprise. Il est détruit en 1945 après une rupture d'aile en cours d'évaluation tuant son pilote Fortin.
Pour Raymond Sirretta dans Les Ailes d'après le témoignage du pilote du remorqueur la responsabilité de l'accident est à rechercher dans le vieillissement de la soie de l'entoilage, mal protégée par un simple enduit et le mauvais stockage du planeur lors de sa dissimulation.
En 1944, il est écarté lors de la sélection de planeurs à commander pour relancer l'activité au profit des Castel 310S, des S.A. 103 Émouchet.

## Construction
Les ailes sont bâties sur un simple longeron. Les nervures séparées en deux parties placées en avant et en arrière de ce longeron. L'aile en avant du longeron est coffrée en contreplaqué ce qui constitue un caisson résistant à la torsion. L'arrière de l'aile n'est qu'entoilée. L'emplanture et le bout d'aile sont aussi coffrés en contreplaqué. Il y a des aérofreins sortant à l'extrados et à l'intrados sur la partie intérieure des ailes.
Le fuselage de forme ovoïde est constitué de couples en contreplaqué réunis par 4 lisses. Un coffrage contreplaqué recouvre le tout. L'habitacle du pilote comporte un réglage du siège et du palonnier. Il est recouvert d'une verrière en plusieurs vitrages (au moins 17) réunis par des montants. La partie avant jusqu'à l'aplomb du tableau de bord est fixe. Elle est ensuite mobile pour donner accès au poste de pilotage.
Les empennages sont de la même construction que les ailes.

## Vols
Mis au point par 26 vols constructeur il subit un premier vol d'évaluation officielle fin 1942. Les vols sont stoppés par l'invasion de la Zone libre. Le prototype 02 est évalué de manière plus complète en 1945 par le centre d'essais en vol de Brétigny-sur-Orge . Le planeur décroche entre 50 et 55 km/h et se montre facile à contrôler après décrochage. La chute mini mesurée à -0.75 m/s à 66 km/h est dans la moyenne mais le -1 m/s à 90 km/h est encourageant pour les vols de distance.
Le 14 décembre 1945, les essais de survitesse se passent moins bien. Pour une vitesse à réaliser de 245 km/h l'entoilage d'une aile est arraché à 212 km/h et le planeur s'écrase tuant son pilote,.